# Andrea Santacroce

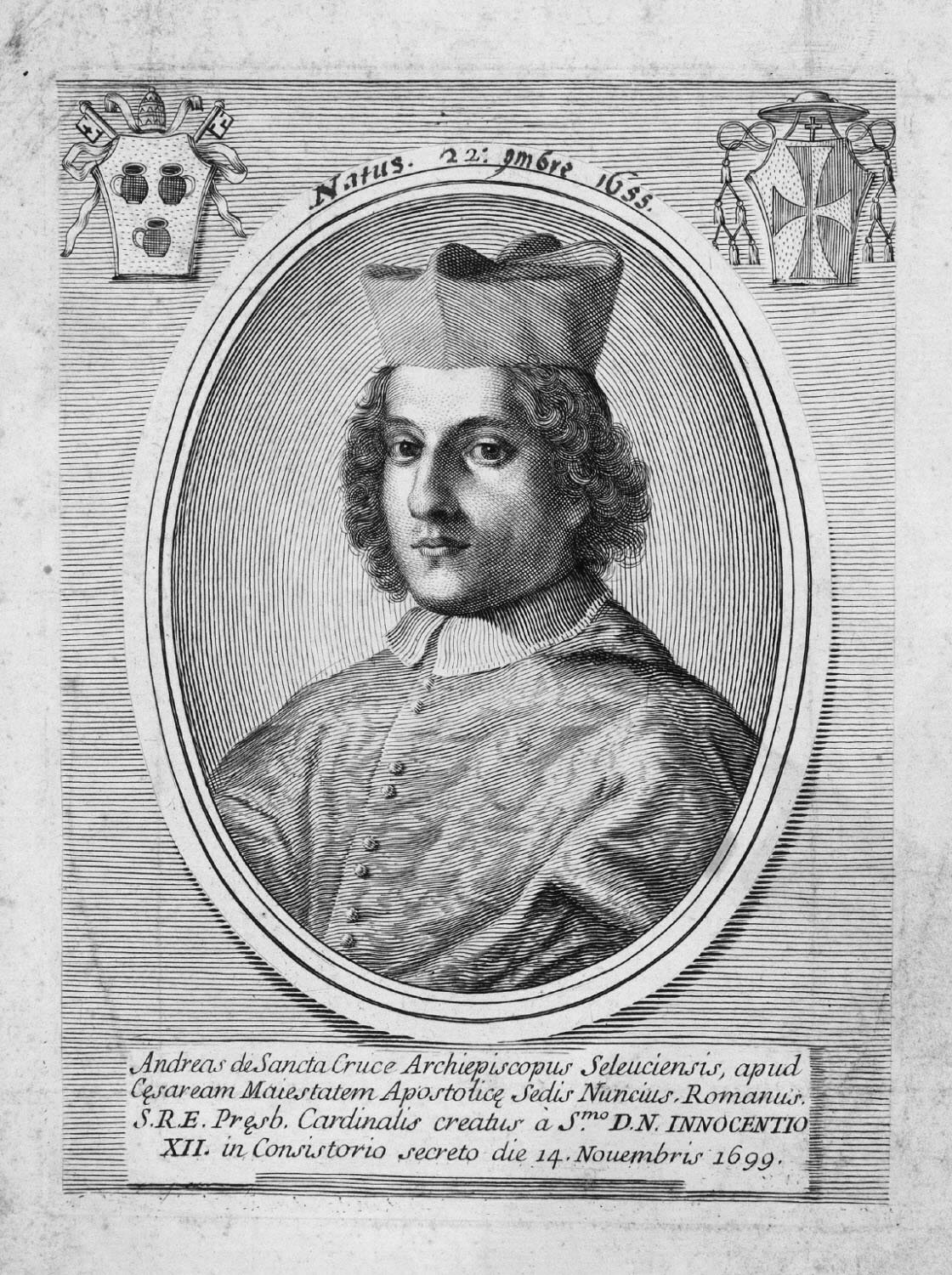
Andrea Kardinal Santacroce (Porträtstich aus italienischer Schule, 18. Jhd.)

Kardinalswappen (modernes Schema)

Andrea Santacroce (* 22. November 1655 in Rom; † 10. Mai 1712 ebenda) war ein Kardinal und Diplomat des Heiligen Stuhls.

## Leben
Santacroce entstammte einer römischen Adelsfamilie und studierte Zivil- und Kirchenrecht an der Universität La Sapienza. Von 1682 bis 1686 war er Gouverneur von Tivoli, ehe er von Papst Innozenz XI. zum Vizelegaten in Bologna berufen wurde.
Papst Alexander VIII. ernannte ihn am 12. Dezember 1689 zum Titularerzbischof von Seleucia in Isauria und am 7. Januar 1690 zum Apostolischen Nuntius im Königreich Polen. Zudem wurde Santacroce zum Päpstlichen Thronassistenten berufen. Die Bischofsweihe spendete ihm am 16. April 1690 Kardinal Domenico Maria Corsi. Mitkonsekratoren waren Giovanni Rasponi, Bischof von Forlì, und Giovanni Francesco Riccamonti, Bischof von Cervia. 1696 wurde Santacroce zum Apostolischen Nuntius in Wien berufen.
Im Konsistorium vom 14. November 1699 nahm ihn Papst Innozenz XII. als Kardinalpriester von Santa Maria del Popolo ins Kardinalskollegium auf. Im Folgejahr nahm Kardinal Santacroce am Konklave teil, das Clemens XI. wählte. Dieser ernannte ihn im Januar 1701 zum Bischof von Viterbo e Toscanella, mit dem persönlichen Titel eines Erzbischofs.
Andrea Santacroce starb im Mai 1712 und wurde in der Kirche Santa Maria in Publicolis in Rom beigesetzt.